# Zeezicht (molen)
De windmolen Zeezicht bij Nieuwenhoorn (gemeente Voorne aan Zee) op Voorne-Putten in Zuid-Holland dateert uit 1717. Het is een ronde stenen grondzeiler. Zijn voorganger op dezelfde plek was een houten standerdmolen die in 1717 omwaaide.
De korenmolen maalde tot 1966 met drie koppels maalstenen. Na sluiting van het maalbedrijf was er onder meer een antiekhandel in gevestigd. Het wit gekalkte voorkomen dateert uit die tijd. Sinds de restauraties in de negentiger jaren is de molen weer draaivaardig. Wanneer de molen draait, is deze geopend voor publiek.

## Afbeeldingen

Molen Zeezicht
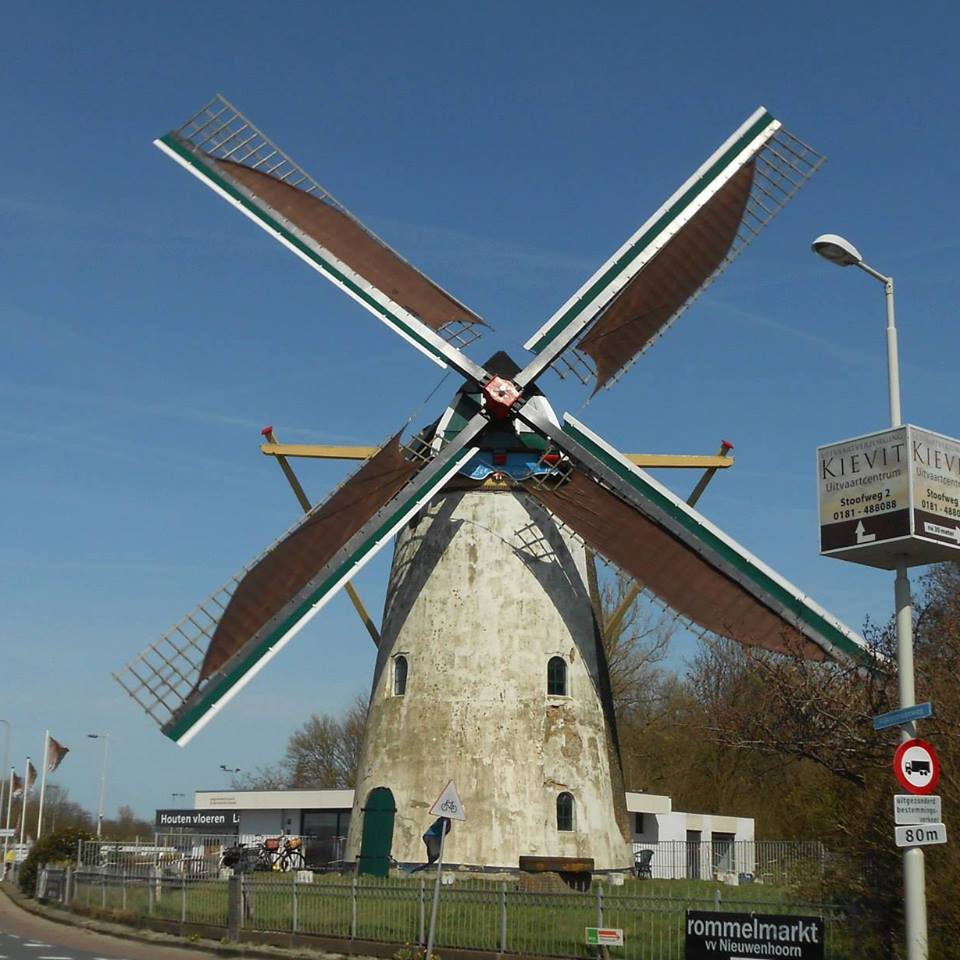
Molen Zeezicht draaiend met 4 halve zeilen.
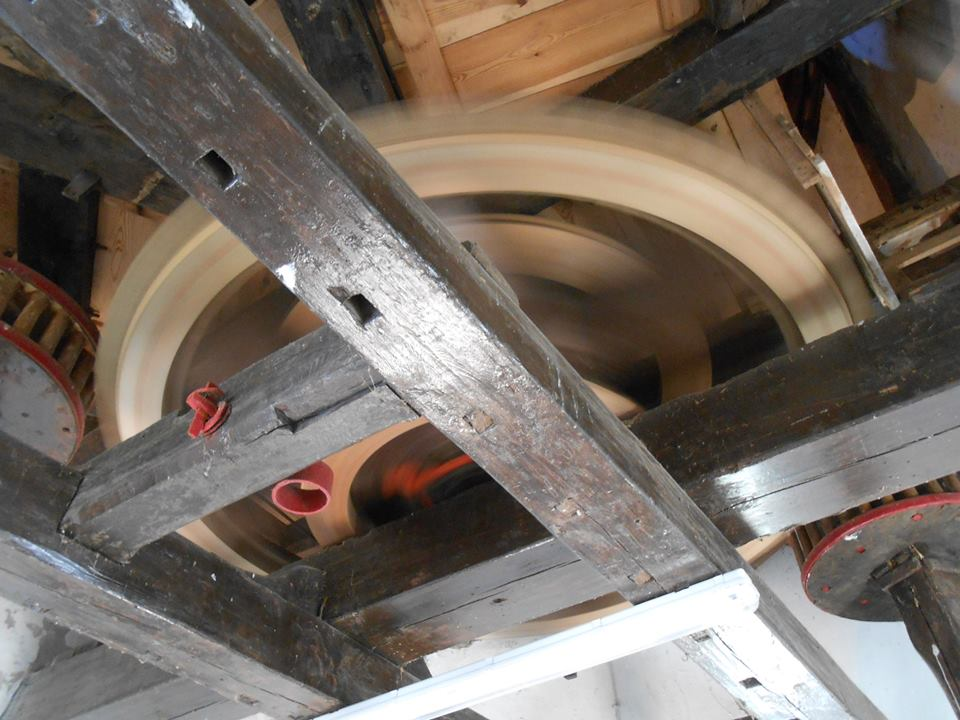
Het spoorwiel.
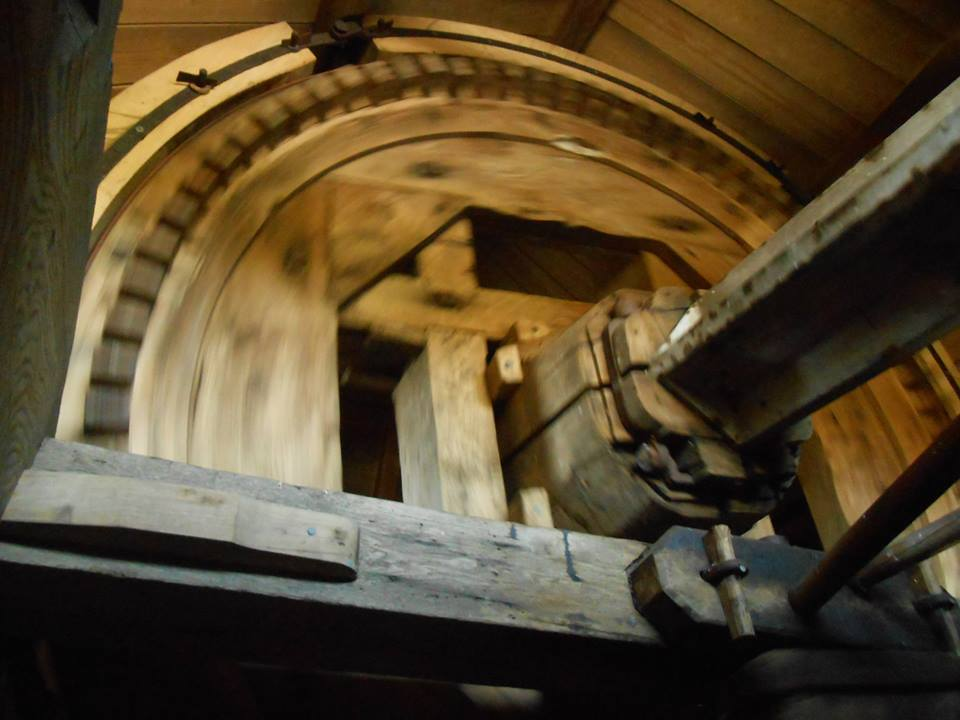
Het bovenwiel en de bovenas.
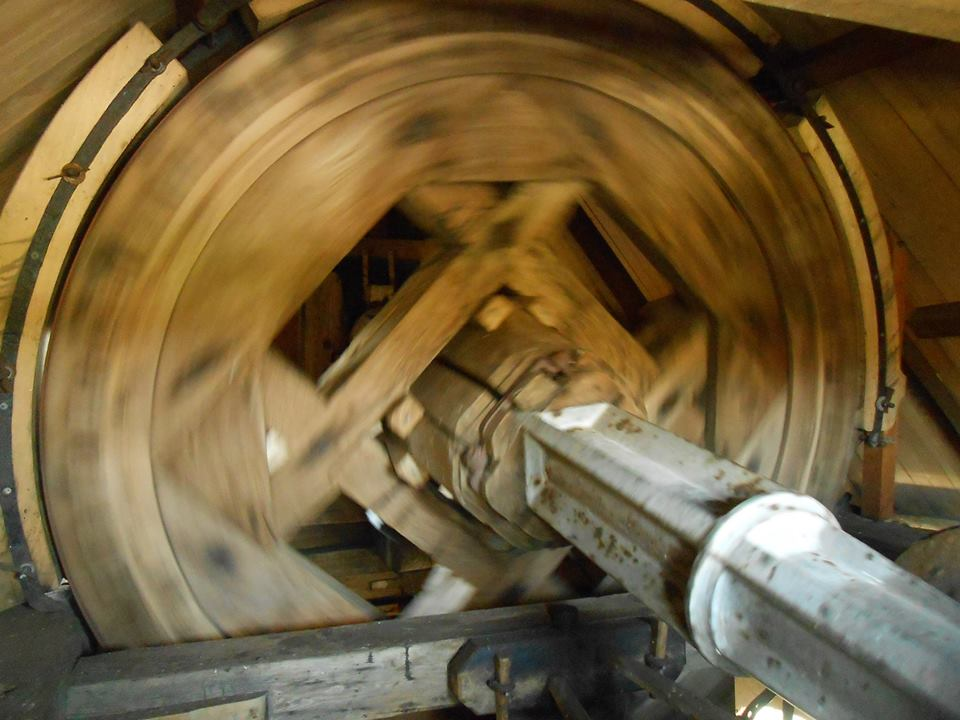
In de kap.
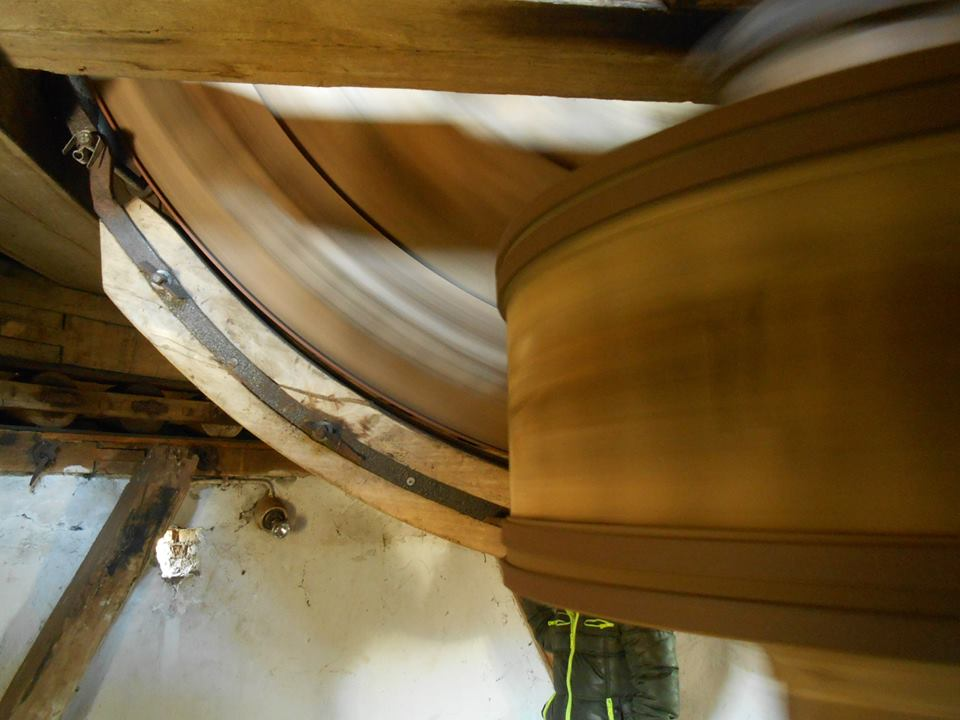
In de kap.
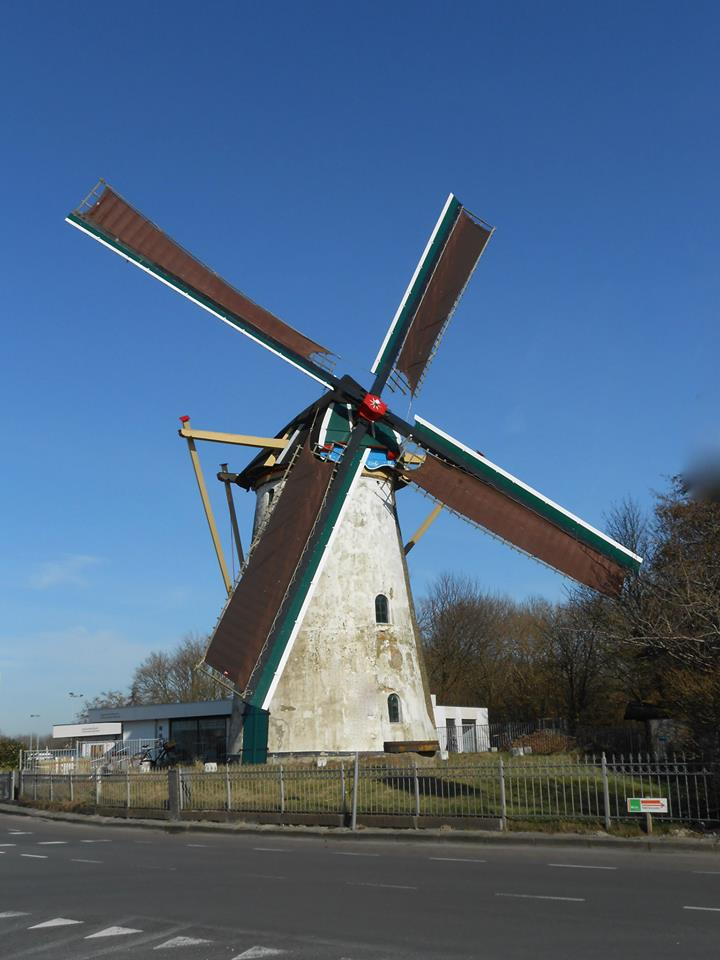
In de lente periode.